# Macskajáték (film)
A Macskajáték 1972-ben bemutatott magyar filmdráma, amely Örkény István azonos című kisregénye alapján készült. Az alkotást Makk Károly rendezte, a főszerepben Dajka Margit és Bulla Elma játszik.
A filmet jelölte Magyarország az 1975-ben megrendezett 47. Oscar-díjátadóra a legjobb idegen nyelvű film kategóriájában, és a végső jelöltek közé is bekerült.

## Szereplők
- Dajka Margit – Orbán Béláné, Erzsi
- Bulla Elma – Giza
- Piros Ildikó – Erzsi, lánykorában
- Dombrády Éva – Giza, lánykorában
- Balázs Samu – Csermlényi Viktor
- Makay Margit – Paula
- Kürthy Sári – Viktor anyja
- Törőcsik Mari – Egérke
- Bürös Gyöngyi – Ilus, Orbánné lánya
- Tyll Attila – Józsi, Ilus férje
- Orsolya Erzsi – házmesterné
- Szilágyi Tibor – iskolaigazgató
- Bajor Nagy Ernő – Giza fia
- Metzradt Georgette – Ágoston doktornő, fogorvos